# کیم هیون سوک
کیم هیون سوک (کره‌ای: 김현숙؛ زادهٔ ۱۶ اکتبر ۱۹۷۸) بازیگر و کمدین اهل کره جنوبی است. او بیشتر به خاطر ایفای نقش در سیتکام خانم زشت یونگ ئه که واقعیت‌های زندگی یک زن مجرد مسن را در کره به تصویر می‌کشد، شناخته می‌شود.

## فیلم‌شناسی

### مجموعه تلویزیونی
| سال       | عنوان                        | نقش                                            | شبکه    |
| --------- | ---------------------------- | ---------------------------------------------- | ------- |
| ۲۰۰۷–۲۰۱۲ | خانم زشت یونگ ئه - فصل ۱–۱۲  | لی یونگ ئه                                     | تی‌وی‌ان  |
| ۲۰۱۲      | دادستان خون‌آشام              | لی یونگ ئه (حضور افتخاری، قسمت ۸)              | اوسی‌ان  |
| ۲۰۱۲–۲۰۱۵ | خانم زشت یونگ ئه - فصل ۱۲–۱۴ | لی یونگ ئه                                     | تی‌وی‌ان  |
| ۲۰۱۴      | بیا بخوریم                   | لی یونگ ئه، مشتری کافه (حضور افتخاری، قسمت ۱۶) | تی‌وی‌ان  |
| ۲۰۱۶      | هی روح، بیا بجنگیم           | شمن (حضور افتخاری، قسمت ۱۶)                    | تی‌وی‌ان  |
| ۲۰۱۶–۲۰۱۷ | خانم زشت یونگ ئه - فصل ۱۵    | لی یونگ ئه                                     | تی‌وی‌ان  |
| ۲۰۱۷      | ملکه راز                     | کیم کیونگ می                                   | کی‌بی‌اس۲ |
| ۲۰۱۷–۲۰۱۸ | خانم زشت یونگ ئه - فصل ۱۶    | لی یونگ ئه                                     | تی‌وی‌ان  |
| ۲۰۱۸      | ملکه راز ۲                   | کیم کیونگ می                                   | کی‌بی‌اس۲ |
| ۲۰۱۸      | آیا تو انسانی؟               | خبرنگار جو                                     | کی‌بی‌اس۲ |
| ۲۰۱۹      | خانم زشت یونگ ئه - فصل ۱۷    | لی یونگ ئه                                     | تی‌وی‌ان  |
| ۲۰۲۲      | یک خواستگاری کاری            | یو یی جو                                       | اس‌بی‌اس  |
| ۲۰۲۲      | کیمیای روح                   | حضور افتخاری (قسمت ۱۰)                         | تی‌وی‌ان  |
| ۲۰۲۲      | Twinkle Shining Oh! Life     | چوی یو ری                                      | ن/م     |